# تخطيط الأعصاب الكهربائي
تخطيط الأعصاب الكهربائي أو تخطيط كهربية الأعصاب هو اختبار عصبي غير جراحي يُستخدم لدراسة العصب الوجهي في حالات ضعف العضلات في أحد جانبي الوجه (شلل بيل). استُخدم مصطلح تخطيط الأعصاب الكهربائي أول مرة من قبل إيسلن وفيش في عام 1979 لوصف تقنية تفحص سلامة الأعصاب المحيطية وتوصيلها. يُستخدم المصطلح حديتًا لوصف دراسة العصب الوجهي فقط، في حين يستخدم مصطلح دراسة التوصيل العصبي عند دراسة الأعصاب الأخرى.
يتكون الفحص من تحفيز كهربائي وجيز للعصب في نقطة واحدة تحت الجلد، وتسجيل النشاط الكهربائي (جهود الفعل المركبة) في نقطة أخرى من مسار العصب في الجسم. تظهر الاستجابة في أنبوب الأشعة المهبطية أو من خلال شاشة حاسوب. يُجرى التحفيز والتسجيل بواسطة أقطاب كهربائية مثبتة على الجلد، ويمكن أن يستخدم الفني هلامًا أو معجونًا موصلًا للكهرباء لتعزيز الإشارات الداخلة والخارجة. يمكن أيضًا استخدام أقطاب التسجيل لالتقاط النشاط الكهربائي للعضلة المعصبة بواسطة هذا العصب. في مثل هذه الحالات، يرتبط تخطيط الأعصاب الكهربائي ارتباطًا وثيقًا بتخطيط كهربية العضل.
يُجرى الاختبار من قبل مختص بالسمع، يجري اختبارات لمقارنة جانبي الوجه. يوضع قطب التحفيز في الثقبة الإبرية الخشائية ويوضع قطب التسجيل بالقرب من الطية الأنفية الشفوية. يعد هذا الاختبار المقياس الموضوعي الوحيد لسلامة العصب الوجهي.

## الاختبار/ الآلية

### تقنيات التسجيل
يُجرى تخطيط الأعصاب الكهربائي من قبل مختص بالسمع. عادة، يحسب النظام الفرق بين جهد الفعل المركب للعضلات المتولد بالقرب من الأنف (الطية الأنفية الشفوية) استجابة للتحفيز الكهربائي فوق الفك العلوي بالقرب من الأذن (الثقبة الإبرية الخشائية). وبالتالي، ينتقل التنبيه الكهربائي على طول العصب الوجهي، ما يسمح برصده بدقة. كانت زيادة حساسية ونوعية التسجيلات مسعىً دائمًا، ويُعتقد أن التباين ينشأ من موقع وضغط الأقطاب الكهربائية، والتيار المحفز، ومقاومة الجلد. وضع إيسلين وفيش الأقطاب الكهربائية على الطية الأنفية الشفوية، وأصبح هذا المكان معياريًا، لكن ماي وهيوز جربا وضع الأقطاب الكهربائية على جناح الأنف، فحصلا على أشكال موجية أفضل. جرت مقارنة بين الطريقتين من ناحية العتبة فوق الفك العلوي، والشكل الموجي/السعة، وقابلية التكرار. بالنسبة للعتبة فوق الفك، أظهر الجناح الأنفي شكلًا موجيًا ثنائي الطور أفضل وتطلب تحفيزًا أقل لتحقيق نتائج كافية. أما في جميع الفئات الأخرى، لم يظهر فرق إحصائي بين أخذ القياسات في الطية الأنفية الشفوية مقارنة بالجناح الأنفي.
من الشائع أن يشعر المريض بعدم الراحة بشكل عام عند إجراء التحفيز الكهربائي للعصب، لكن جميع المرضى تقريبًا يفضلون الخضوع لهذا الإجراء من أجل الوصول إلى علاج لحالتهم. تؤخذ القياسات من الجانب الطبيعي غير المصاب من الوجه أولًا، ثم على الجانب غير الطبيعي. يولد التحفيز ثنائي القطب في الثقبة الإبرية الخشائية، في حين توصل أقطاب التسجيل على الأطراف النهائية للعصب بالقرب من الأنف. يوضع قطب أرضي في وسط جبهة المريض، بعيدًا على نحو كاف عن العصب الوجهي كي لا يعطي قراءة إخراج. يمكن أيضًا استخدام مجموعة متنوعة من مواقع التحفيز للحصول على أفضل النتائج الممكنة. يهدف اختصاصيو السمع إلى الحصول على أفضل القراءات من خلال تحسين النتائج باستخدام الحد الأدنى من التحفيز. يُحسب مقدار الضرر على شكل نسبة من مقدار التوصيل العصبي المتبقي في الجانب المصاب مقارنة بالقيمة السليمة. تلزم الكثير من الخبرة السريرية لتفسير البيانات الواردة من الاختبار بدقة، وقد يؤدي سوء قراءة النتائج إلى تعريض المريض للمزيد من الضرر أو خلق مشكلة في أعصاب الوجه السليمة.

### تحليل النتائج
السعة هي العنصر الرئيسي في تفسير اختبارات تخطيط الأعصاب الكهربائي. تُحلل الأشكال الموجية الناتجة وتُسجل على شكل نسبة مئوية باستخدام الصيغة التالية:
الجانب المعتل وظيفيًا (فولت)/الجانب السليم (فولت) = النسبة المئوية للاستجابة
تتضمن الأشكال الأخرى لتسجيل النتائج استخدام النسبة المئوية للألياف التي أصبحت غير نشطة. وهو في الحقيقة مماثل لطرح النسبة المئوية للاستجابة من 100%. تقبل الطريقتان سريريًا، شريطة أن تكون المصطلحات متسقة وغير مختلطة.
يدل أي مستوى استجابة أعلى من 10% على أذية تتعافى تلقائيًا ولا تتطلب عادة تدخلًا جراحيًا. تتطلب أي قيمة تحت تلك العتبة وسائل فعالة وجارحة لتصحيحها. لضمان دقة النتائج، قد يلزم أخذ القراءات كل بضعة أيام للوصول إلى قيم ثابتة إلى حد ما.

## الاستخدامات التشخيصية

### اختبارات بديلة
توجد الكثير من الإجراءات البديلة التي تساعد في اختبار سلامة العصب الوجهي. يمكن مثلًا استخدام تخطيط كهربية العضلات، واختبار المنعكس الصوتي (المعيار الذهبي سابقًا)، والتصوير بالرنين المغناطيسي، والتصوير المقطعي المحوسب، والتحفيز المغناطيسي للدماغ، واختبارات منعكس إطباق العين، واختبارات التحفيز الأقصى/الأدنى لتقييم سلامة الأعصاب. في الوقت الحالي، يعمل التخطيط الكهربائي للأعصاب بوصفه اختبارًا موضوعيًا ومحيدًا مقارنة بتلك الخيارات، ويجرى الاختبار بشكل تفضيلي قبل الخيارات الأخرى.

### مقياس هاوس براكمان
مقياس هاوس براكمان هو المعيار الذي يستخدمه العاملون في التخصصات الطبية لتقييم وظيفة العصب الوجهي. ويقيس نطاق الحركة الإرادية التي تفعلها عضلات وجه المريض، ويستند إلى حد كبير على ملاحظات الطبيب. وبسبب الطبيعة الذاتية للمقياس، قد تظهر اختلافات بين التقييمات التي يجريها أطباء مختلفون، ولكن الموثوقية العامة وسهولة الاستخدام جعلتا هذا المقياس الأكثر شيوعًا بين العاملين في المحالات الطبية.
يتكون المقياس من ستة مستويات تقيس وظيفة العصب الوجهي، تتراوح من سليمة (المستوى 1) إلى غياب كامل للحركة (المستوى 6). عند إجراء الفحص بالنظر، يُحدد مستوى عمل العصب الوجهي باعتباره جزءًا من المستويات الستة. لذلك، تكون النتيجة عند شخص لديه وظيفة عصب وجهي طبيعية «1/6»، أو «المستوى 1 من 6». يوجد في المستوى الثاني ضعف خفيف في العصب الوجهي، ويظهر في المستويين الثالث والرابع ضرر معتدل، يختلف المستويان فقط في القدرة على إغلاق العين. ويترافق المستويان التاليان بضعف شديد وشلل تام على التوالي. لا يمكن استخدام التخطيط الكهربائي للأعصاب إلا في الحالات الشديدة من تأذي الوظيفة العصبية (5/6 أو 6/6) إذ يوجد في الحالات الأخرى دليل واضح على سلامة العصب. ومع ذلك، من المفيد متابعة تحسن المريض بإجراء التخطيط المتكرر بدءًا من أعلى مستوى من الضرر.